# Wight Is Wight
Wight Is Wight è una canzone di Michel Delpech uscita nel 1969. La canzone evoca i Festival dell'Isola di Wight che si sono svolti nell'isola dal 1968 al 1970. In Francia aveva riscosso un notevole successo ed aveva raggiunto la prima posizione della hit parade. Anche in Italia aveva sfiorato la vetta raggiungendo la seconda posizione.
Ha venduto oltre un milione di copie ed è stata premiata con il disco d'oro.
Nella canzone, influenzata dalla cultura hippy, l'autore menziona Bob Dylan e Donovan in segno di tributo.

## La versione dei Dik Dik
Nel 1970 realizzarono la loro versione in italiano, con i testi di Claudio Daiano e Alberto Salerno, intitolata L'isola di Wight e pubblicata nel singolo L'isola di Wight/Innamorato.
I Dik Dik avevano da poco interrotto la collaborazione con Mogol-Battisti. Pietruccio Montalbetti voleva dedicare una canzone al fenomeno dei raduni pop (cominciati con il Festival di Monterey, a cui successe Woodstock e, appunto il Festival dell'Isola di Wight) e avendo casualmente sentito il pezzo di Delpech, pensò di farne una versione in italiano. I Dik Dik la incisero "in fretta e furia" ottenendo un grande successo.

### Influenza culturale
Nel 1974 il titolo fu parodiato e usato come fonte d'ispirazione dalla Premiata Forneria Marconi (PFM) per il brano L'isola di niente, presente nell'omonimo album.

## Altre versioni
- 1969 - Raymond Lefèvre Orchestre nell'album Raymond Lefèvre et Son Grand Orchestre Nº 10 (Riviera – XCED 521.131)
- 1969 - Allan Crawford Orchestra nell'album Ambiance Jeunesse Actualité (Nouvelles Galeries et Magasins Modernes – NG 10)
- 1969 - Franco Cassano nell'album Piacevolissimo (Durium – ms Pr. 77262)
- 1970 - The Red Birds nell'album omonimo (Liberty Records – LPC-8030)
- 1970 - Sandie Shaw, singolo (Pye Records – 7N 17954); album del 2003, in francese Pourvu Que Ca Dure (EMI – 724359157627)
- 1969 - Giorgio Carnini nell'album Giorgio Carnini all'Organo Thomas (RCA Italiana – KIS 241)
- 1970 - Fausto Papetti, singolo (Durium – Ld A 7682); album 11ª raccolta (Durium – ms AI 77261)
- 1970 - The Five Lords nell'album Souvenir (Phase 6 Super Stereo – VC 553)
- 1970 - The Combo's Men Show, EP (Vega – 3LDP 5772); album The Combo's Men Show (Vega – 30 VT 12.206)
- 1970 - J. L. Moraleda e su Combo Pop nell'album Hits en España (Vergara – 7.199-SXV)
- 1970 - Harry Stoneham nell'album High Power Hammond (Columbia Records – TWO 326)
- 1970 - Ana Lúcia nell'album Caminhos (Ebrau – EBLP-70.015)
- 1970 - Peter Holm, singolo in svedese Dag för dag, testo di Stig Anderson (Sonet – T-7801); album del 1972 Syster Jane (Riviera – RIV 521 196 X)
- 1970 - Burt Goldman nell'album Hammond Cocktail N. 4 (Ricordi International – SLIR 22.058)
- 1970 - Caravelli nell'album Caravelli (CBS – S-64000)
- 1970 - Gabi Novak, singolo in croato Otok Wight, testo di Arsen Dedić (Jugoton – SY-1700 F); album del 2021 Diskobiografija Vol. 2 (Croatia Records – 6CD 6097104)
- 1970 - John Terra, singolo (Parlophone – 4C 006-23145); album del 1971 John Terra (Parlophone – 4C054-23316)
- 1970 - Los Catinos, singolo con il titolo Isla de Wight, testo du Fingal (Belter, 07-703), inserita nella loro raccolta del 1999 intitolata Single Collection (Graffiti, 32-785)
- 1971 - Los Campos Isla de Wight, testo in spagnolo dei Los Campos, nell'album Mi reino bajo el sol (Clave – CLP 1034), pubblicato in Uruguay
- 1971 - Roy Silverman nell'album Sax Party (Ricordi International – SLIR 22063)
- 1977 - Georges Jouvin nell'album Trompette Story (Music for Pleasure – 2 M 126 1344/45/46), pubblicato nei Paesi Bassi
- 1992 - Carlotto & Cucciolo nell'album Lavori in corso (Bebas Record – SLP 314)
- 2002 - Patrick Fiori e Roch Voisine, nella compilation Les Enfoirés 2002 (BMG France – 74321920172)
- 2016 - Laurent Voulzy, nella compilation Michel Delpech J'étais un ange (Mercury Records – 572 285-0)